# Мамонов, Пётр Николаевич
Пётр Никола́евич Мамо́нов (14 апреля 1951, Москва — 15 июля 2021, Москва) — советский и российский рок-музыкант, певец, актёр, поэт, радиоведущий. Известен по музыкальной группе «Звуки Му», кинофильмам и моноспектаклям.

## Биография

### Детство
Пётр Мамонов родился 14 апреля 1951 года в Москве; отец был инженером, специалистом по доменным печам, мать — переводчицей со скандинавских языков.
Детство провёл в Большом Каретном переулке, дом 17, в том же дворе, где взрослел Владимир Высоцкий. Яркие артистические способности проявились сразу же, мальчик был отчислен из двух средних школ за то, что постоянно «устраивал цирк». В частности, из 187-й школы ему пришлось уйти после взрыва, организованного рядом с кабинетом химии. Будучи старшеклассником, вместе со сверстниками собрал дворовый ансамбль «Экспресс», исполнявший сильно искажённые хиты The Beatles, The Rolling Stones, Led Zeppelin. По воспоминаниям современников, Мамонов с раннего детства любил танцевать, охотно исполнял шейк, рок-н-ролл, твист, уже в школьные годы демонстрировал невероятную пластику. Его лучший друг Александр Липницкий говорил по этому поводу, что в плане танцевального мастерства Мамонову не было равных во всём городе.
Довольно рано он получил доступ к редким пластинкам западных музыкантов — отчим Липницкого, большой меломан Виктор Суходрев, работал переводчиком у Брежнева и благодаря этой должности имел возможность привозить из-за границы много разных записей. Если большинство деятелей советского рока выросло на британской группе «Битлз», то Мамонову больше нравились представители «чёрной» Америки: Майлс Дейвис, Чабби Чекер, Рэй Чарльз, Айк Тёрнер и другие. Как впоследствии отмечал его биограф Сергей Гурьев, эта негритянская музыка «заложила магический фундамент для последующего проявления животной, буреломной русской дикости».
В молодости Пётр часто находился в среде московских хиппи, хотя относился к идеалам этой субкультуры со скептицизмом, часто конфликтовал с ними и дрался. Во время одной из драк, случившейся в саду «Эрмитаж», на него напали с заточенным напильником и ударом в область сердца пробили грудную клетку — врачам, несмотря на сильное кровотечение, удалось спасти Мамонова, после нескольких хирургических операций он всё-таки вышел из комы — с тех пор на груди остался характерный шрам. Подростком он одевался как стиляга, но этой моды было недостаточно для проявления врождённой экспрессии, поэтому часто Пётр прибегал к нестандартным средствам, например, ходил по улице с ручкой от унитаза вместо серьги. Гиперактивность и стремление к эпатажу заставляли его совершать необычные поступки, так, гуляя по парку, он иногда разбегался и делал вид, что на полном ходу врезается в стену, а потом лежал и смотрел, как вокруг него скапливаются люди. Чтобы избежать армии, притворялся сумасшедшим — проходил обследование в психиатрической лечебнице и был признан негодным к службе. Там же, в больнице, подружился с будущим всероссийски известным рок-журналистом Артёмом Троицким, который потом сыграет в его карьере немаловажную роль.

Шрам на груди Петра Мамонова в области сердца (кадр из фильма «Игла», 1988 год)

### Период социализации
После окончания школы Пётр Мамонов учился в полиграфическом техникуме, потом поступил в Московский полиграфический институт на редакторский факультет, но продержался там только до третьего курса. Об этом периоде его жизни известно крайне мало, сам музыкант не любил вспоминать эти времена, сопровождавшиеся личными трагедиями и болезненной социопатией. Известно, что где-то в середине 1970-х годов он женился на некой девушке, у них родился сын, однако брак очень быстро распался.
Несмотря на большую любовь к музыке, Мамонов надолго отошёл от музыкальной деятельности. В течение десяти лет он успел сменить множество разных профессий: работал наборщиком в типографии, корректором и заведующим отделом писем в журнале «Пионер». Как вспоминал его коллега по журналу, сидевший за соседним столом Андрей Максимов: «Пётр писал статьи о тимуровцах и пионерских слётах. Он был очень добрый, щедрый. Зарабатывал — и тут же все прогуливал». Потом устраивался банщиком-массажистом, лифтёром, грузчиком в продуктовом магазине, кочегаром в котельной на теплоэлектроцентрали, а также переводчиком английской (Джон Клэр, Роберт Бриджес), датской, норвежской и шведской поэзии для публикации в поэтических антологиях (эту последнюю специальность он унаследовал от матери). В силу своего экспрессивного характера Мамонов ни на одном месте долго не задерживался, а проблемы с алкоголем и постоянные финансовые трудности провоцировали депрессивное настроение.
Подавленный любовными неудачами, Мамонов поселился в коммунальной квартире в отдалённом районе Чертаново, по причине безработицы нередко голодал и даже временно бросил пить, но при этом активно писал стихи — всего в 1980 году сочинил около семидесяти песен. «Немножко грустноватые песни у меня выходили. Ну, такие. Что ж делать». Накопив достаточно материала, он пригласил в гости Троицкого, ставшего к тому времени уже известным критиком, и под гитару сыграл для него наиболее удачные свои вещи. Воспоминания об этой встрече запечатлены в книге «Рок в Союзе»: «Это было потрясающе смешно, сильно и необычно. Маниакально-напряжённые польки-роки на одном-двух аккордах, исполненные с криками, хрипами вперемежку с молчанием». Вдохновлённый похвалой, Мамонов решился создать собственную рок-группу, сначала репетировал вдвоём с младшим братом Алексеем Бортничуком, потом пригласил клавишника Павла Хотина и Липницкого на бас-гитару.

### Начало творчества
Образовавшиеся «Звуки Му» регулярно участвовали в квартирных концертах, попутно знакомясь с другими известными московскими и ленинградскими подпольными группами. Мамонов близко подружился с участниками таких коллективов как «Центр», «Браво», «Аквариум», «Зоопарк», «Кино» — они нередко давали совместные выступления, обменивались опытом и даже передавали друг другу отдельных музыкантов. Вести о коллективе с необычным вокалистом быстро расходились по городу, квартирники, проходившие всё чаще и чаще, стали приносить неплохой доход. Личная жизнь со временем тоже наладилась, в 1982 году Мамонов женился на танцовщице кордебалета Ольге, которая вскоре родила двоих сыновей.
В начале 1984 года «Звуки Му» впервые выступили на сцене перед большим скоплением зрителей, это произошло в 300-местном актовом зале спецшколы № 30, где Мамонов с Липницким когда-то были учениками, причём кроме выпускников на концерт также пришли видные деятели московского андерграунда. Троицкий в своей книге «Back in the USSR» так описал это действо: «Пётр оказался крайне буйным, эпилептическим шоуменом; представлял самого себя, но в немного гиперболизированном виде: смесь уличного шута, галантного подонка и беспамятно горького пьяницы. Он становился в парадные позы и неожиданно падал, имитировал лунатизм и пускал пену изо рта, совершал недвусмысленные сексуальные движения и вдруг преображался в грустного и серьёзного мужчину». Присутствовавший на концерте Сергей Рыженко назвал песни Мамонова «русскими народными галлюцинациями».
Почти всё лето члены группы провели в посёлке Николина Гора на даче у Липницкого, ежедневно музицировали, экспериментировали с наркотиками и алкоголем, в оборудованной на чердаке студии делали первые пробы записи. Провозглашённый сухой закон очень плохо сказывался на здоровье Мамонова, он регулярно употреблял духи и одеколоны, а в марте 1985 года вообще оказался на грани смерти, выпив найденный в кладовке растворитель. В тот вечер они были вдвоём с младшим братом Липницкого Владимиром, при этом Мамонов всё-таки сумел оправиться после отравления, а Владимир умер. Состав «Звуков Му» постоянно претерпевал изменения, Мамонов пытался создать неповторимое звучание, поэтому быстро отказывался от многих приходящих музыкантов, предъявляя к ним жесточайшие требования.

### Восхождение «Звуков Му»
В апреле 1985 года группа прошла прослушивание перед жюри создававшейся Московской рок-лаборатории, государственной организации, позволявшей участвовать в крупных концертах легально. За этот поступок многие деятели подполья возненавидели Мамонова, сочли предателем, в частности Илья Смирнов, организатор ряда его квартирников, активно критиковал творчество «Звуков Му» со страниц своего самиздатовского журнала «Урлайт». Мамонов же с женой и двумя детьми не хотел рисковать, искал стабильности, предпочитая выходить на сцену только с разрешения КГБ. Он даже подписал коллективное письмо, осуждающее подпольных музыкантов, хотя спустя много лет признался, что сделал это под давлением друзей и теперь сожалеет о поставленной подписи.
Летом «Звуки Му» попробовали записать свой первый альбом, но неудачно, поскольку в итоге Мамонов отбраковал все сделанные записи: «Всё лето работали. Казалось бы, наконец дописали, но я послушал и звучание какое-то неживое. Всё чего-то не хватает, а хочется настоящую вещь сделать». В январе и мае 1986 года группа поучаствовала в двух больших концертах рок-лаборатории, по приглашению рижского рок-клуба съездила в Латвию. В июне музыканты удачно выступили на фестивале «Движение в сторону весны», настолько удачно, что приехавшие сюда ленинградцы из «Аквариума», «Кино» и «Алисы» признали «Звуки Му» лучшей группой Москвы. В конце года на выставке молодых художников коллектив дал, по мнению Гурьева, лучший концерт в своей истории, отчёт о нём опубликовали в журнале «Юность», что привело к эффекту культурного шока среди подписчиков.
Начиная с 1987 года Мамонов активно гастролировал, в феврале его группа впервые выступила в Ленинграде, сыграв на разогреве у «Зоопарка» и удостоившись сдержанных аплодисментов. После этого события большие статьи о «Звуках Му» появились в местной подпольной рок-прессе, в том числе в журнале «Рио»: «Пётр Николаевич предстал на сцене как искуситель, заставляющий видеть то, что не хочешь, что неудобно видеть и неэтично выставлять напоказ. Но ведь смотрим, чёрт возьми, смотрим и видим». С началом перестройки советские рокеры получили больше свободы, и, поскольку билеты на железнодорожный транспорт оставались сравнительно дешёвыми, «Звуки Му» воспользовались этим, объездив многие города Советского Союза от Харькова до Владивостока. Везде выступлениям сопутствовал успех, зрители были в восторге, как писал один журналист после концерта в Ташкенте: «Публика с ума сходила, а Петя на сцене такие кренделя выделывал, что смерть — не поймёшь, плакать или смеяться от его скрюченных ножек и перекошенной со слюной рожи». Вернувшись, Мамонов дебютировал в качестве киноактёра, сыграв небольшую роль врача-наркобарона в фильме «Игла».
В середине 1988 года при содействии своего давнего знакомого Василия Шумова группа практически одновременно записала два студийных альбома «Простые вещи» и «Крым», причём в первый вошли все ранние песни Мамонова, тогда как второй содержал уже новый материал. Осенью начались заграничные гастроли «Звуков Му», музыканты побывали с концертами в Венгрии и некоторых городах Италии. Примерно тогда же Троицкий свёл Мамонова с Брайаном Ино, известным английским продюсером, который удивился такому необычному творчеству, сразу предложив контракт на выпуск альбома и тур по странам дальнего зарубежья. После записи винила Zvuki Mu и выступления на центральном телевидении в передаче «Музыкальный ринг» в начале 1989 года коллектив надолго покинул страну: последовали туры по Франции, Германии, Великобритании. В мае группа вернулась домой для участия в фестивале «Независимые музыканты — Югу Африки», потом последовал масштабный тур по восточному побережью США.

### «Мамонов и Алексей», новые «Звуки Му»

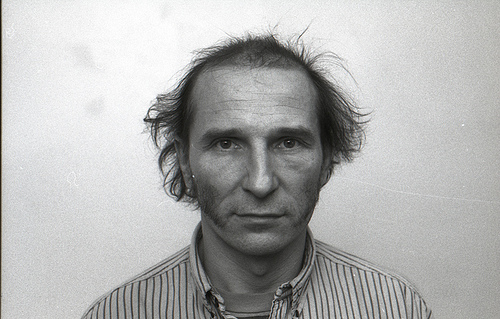
Мамонов в 1995 году, фото Игоря Мухина

Несмотря на огромную популярность, по приезде из Америки Мамонов неожиданно объявил о расформировании группы. Из всех участников коллектива он оставил рядом с собой только брата-гитариста, решив отныне выступать в формате дуэта «Мамонов и Алексей». Напоследок они устроили тур по Сибири и выступили на фестивале рок-лаборатории, однако быстро расстаться не получилось — ещё действовал двухлетний контракт с Ино, по условиям которого они должны были съездить в США именно как «Звуки Му». В итоге Мамонову пришлось ехать туда сразу с двумя составами, разрываясь между своим прошлым проектом и настоящим. Вернувшись, каноническим составом они записали альбом «Транснадёжность» и распались окончательно. Функции директора группы после ухода Липницкого взяла на себя Ольга Мамонова, ей, кроме того, поручили заниматься оформлением сцены, созданием декораций и пр.
В 1990 году была основана собственная студия звукозаписи «Отделение Мамонов», куда в качестве администратора пригласили Олега Ковригу, который до этого занимался организацией многих квартирников «Звуков Му». Мамонов хотел сделать из студии нечто вроде Tamla Motown, где можно было бы записывать начинающих интересных музыкантов, был даже объявлен конкурс в «Московском комсомольце», однако в итоге из этой затеи ничего не вышло. Первое время туда действительно поступали демо-кассеты разных исполнителей, на «Отделении», например, прошли сессии записи сольного альбома Святослава Задерия «Джазус Крест» и дебютного диска группы «Рада и Терновник» «Графика», планировалось записывать группу начинающего гитариста Юрия Цалера. Но из-за сложного характера Мамонов с трудом уживался с появлявшимися на студии людьми, начал запираться там и музицировать в полном одиночестве, сделав это место чем-то вроде своего убежища. Студия в таком виде просуществовала около двух лет, там были записаны пластинки «Мамонов и Алексей» и «Инструментальные вариации», Коврига ушёл в 1992 году и основал собственный лейбл с похожим названием «Отделение Выход», продолжив, тем не менее, заниматься изданием мамоновских работ.
Постепенно Пётр Мамонов привлекал в группу новых людей и вскоре возродил «Звуки Му», дополнив дуэт с братом бас-гитаристом Евгением Казанцевым и барабанщиком Андреем Надольским. Приглашённые музыканты благодаря опыту и профессионализму смогли создать плотное звучание, «стену звука», — это позволило играть песни, которые раньше не могли исполняться из-за отсутствия определённых навыков у инструменталистов. В 1993 году был выпущен альбом «Грубый закат», в плане звука существенно отличавшийся от всего прошлого творчества группы. Однако атмосфера в коллективе, несмотря на сравнительно успешные выступления, была не очень хорошей: Мамонову не хотелось ограничиваться рамками рок-н-ролла, заинтересовавшись театром и кинематографом, он надолго уезжал по своим делам, а остававшимся простаивать музыкантам это не нравилось. Например, в 1994 году он внезапно уехал в Лос-Анджелес в гости к Василию Шумову, где работал над альбомом «Русские поют», содержащим кавер-версии песен известных западных рокеров. Недовольство музыкантов такими сольными начинаниями лидера и стремление Мамонова к абсолютной свободе достигли апогея в 1996 году, и после издания экспериментального винила «Жизнь амфибий, как она есть» «Звуки Му» окончательно распались. «Группа — сложнейший организм, и не каждый может позволить себе за ним ухаживать. Я потерял „Звуки Му“ именно потому, что не выстраивал отношения внутри коллектива, а пытался давить на всех сверху».

### Начало актёрской карьеры

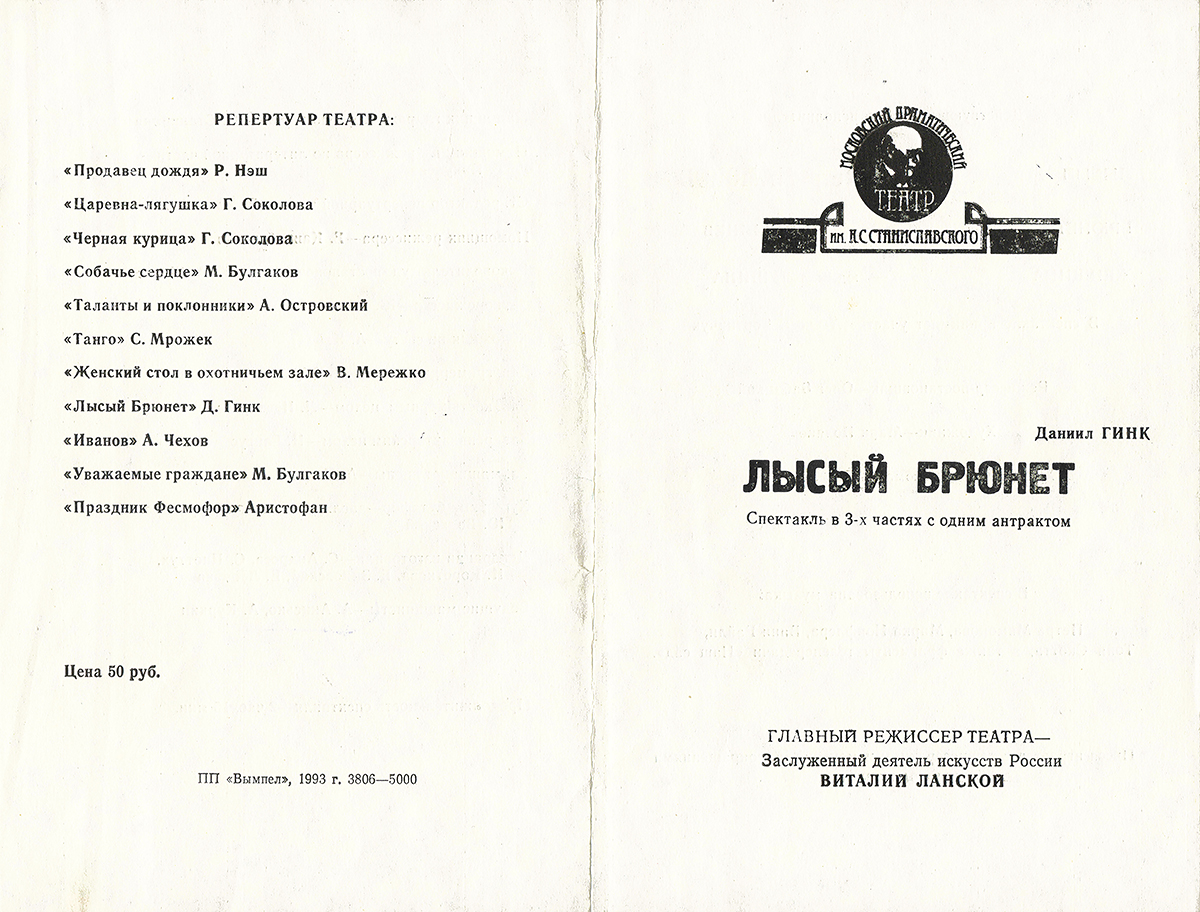
Программка спектакля «Лысый брюнет»

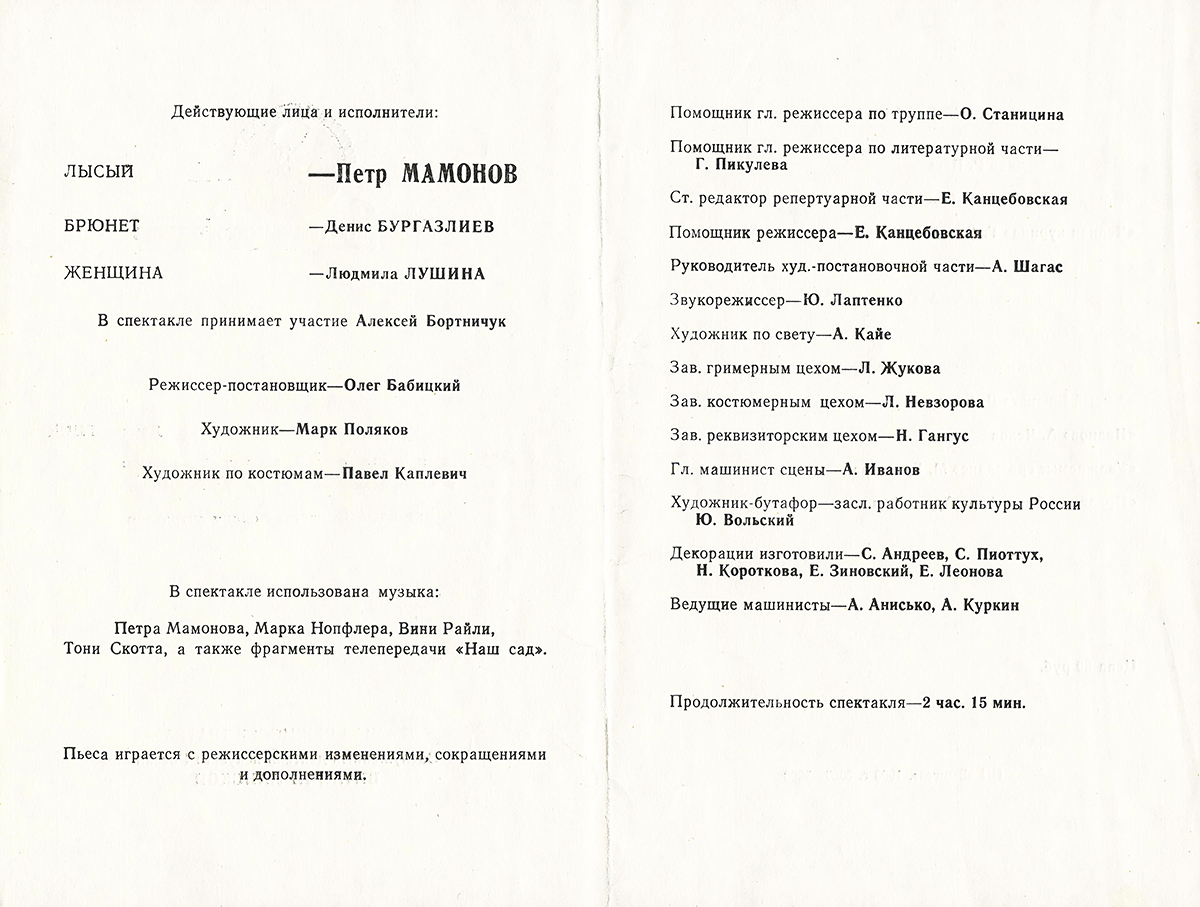
Программка спектакля «Лысый брюнет» (внутри)

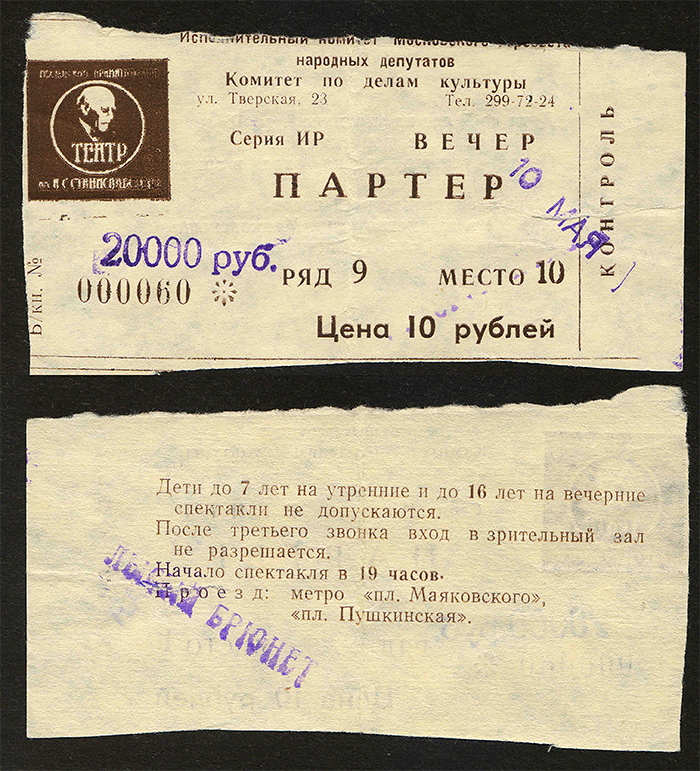
Билет на спектакль «Лысый брюнет»

В первой половине 1990-х годов Мамонов всё меньше увлекался музыкой и всё больше склонялся к актёрству, участию в кино и театральных постановках. Важным шагом на этом пути стала роль саксофониста-алкоголика в фильме Павла Лунгина «Такси-блюз». Изначально режиссёр задумывал совсем другого главного героя для своей картины, но после знакомства с Мамоновым был поражён самобытным артистизмом музыканта и решил написать сценарий специально под него: «Он внёс дух свободы, он там был такой твёрдый, как гвоздь. Видно, что это очень слабый человек, ужасно слабый, но в нём есть что-то такое, что не согнёшь и не сломаешь». Фильм удостоился награды за лучшую режиссуру на Каннском кинофестивале, Мамонов номинировался на лучшую мужскую роль премии «Ника», но статуэтка тогда досталась Иннокентию Смоктуновскому. Чуть позже последовали съёмки в некоммерческих драмах «Нога» и «Анна Карамазофф», малобюджетных картинах, не имевших такого громкого успеха.
Дебют Петра Мамонова в качестве театрального актёра состоялся в Московском драматическом театре им. К. С. Станиславского, где с 1992 года вместе с режиссёром Олегом Бабицким и актёром Денисом Бургазлиевым он ставил спектакль «Лысый брюнет». Спектакль шёл довольно успешно в течение нескольких лет, потом они попробовали поставить «Полковнику никто не пишет» по мотивам повести колумбийского писателя Габриэля Гарсиа Маркеса, но эта постановка оказалась уже не такой популярной и прекратила своё существование после эмиграции Бургазлиева в Германию. «Неудачный был опыт, не получился спектакль. Я вот тогда понял, что работать с коллективом — это не моё. И режиссура — тоже не моя профессия». Одновременно с работой в театре продолжались съёмки в кино, на экраны вышли два фильма с участием Мамонова: «Терра инкогнита» (1994) и «Время печали ещё не пришло» (1995).

### Первые моноспектакли
Коренной переворот в жизни Петра Мамонова начался с того, что в 1995 году он переехал жить в деревню Ефаново Наро-Фоминского района Московской области, недалеко от города Верея. Общественностью этот поступок был воспринят как некое отшельничество, попытка сбежать от мирской суеты, но в действительности участок загородной земли по дешёвке предложил ему двоюродный брат-бизнесмен, занимавшийся там строительством. После распада «Звуков Му» Мамонов находился в состоянии глубокой депрессии, не видел смысла жизни, ничего не хотел делать. «У меня был полный крах жизни. Я упёрся рогом в сорок пять лет, когда у меня и бабки были, и слава, и дети, и жена хорошая. А жить мне стало незачем». Выход из сложившейся тяжёлой ситуации нашёлся в православном христианстве: «Стал думать, для чего вообще жить, для чего мне эти отпущенные семьдесят — или сколько там — лет жизни. А прапрадед мой был протоиереем собора Василия Блаженного. Дай, думаю, куплю молитвословчик, посмотрю, о чём они там молятся». С тех пор он занялся самосовершенствованием в православии, стал регулярно посещать местную церковь, исповедоваться и молиться.
Главным художественным проектом на этом этапе является спектакль «Есть ли жизнь на Марсе?», вольная интерпретация одноактной пьесы Антона Чехова «Предложение». Изначально на роль невесты Мамонов собирался пригласить своего товарища по рок-лаборатории Александра Ф. Скляра, но после того как тот отказался, решил исполнять все роли самостоятельно — лишь в отдельных сценах живые персонажи заменялись куклами. Для представления специально был сделан музыкальный ряд, состоящий из минималистических звуков гитары, артист выходил на сцену под предварительно записанную минусовку и произносил свои реплики в форме речитатива. Спектакль шёл преимущественно в том же театре Станиславского с 1997 по 2001 год, а впоследствии вышел на DVD в виде компиляции смонтированных любительских съёмок. Также в этот период вышли два диска де-факто несуществующей группы «Звуки Му»: альбом с неизданными ранее треками «Шкура неубитого» (1999) и сборник избранных композиций «Набрал хороших на один компакт» (2000).
Следующий проект Мамонова, начавшийся в 2001 году и получивший название «Шоколадный Пушкин», сначала был выпущен в формате музыкального альбома, а потом появился в виде моноспектакля. Жанр этого своего произведения автор охарактеризовал как «лит-хоп»: литературный текст, прочитываемый со сцены в стилистике хип-хопа или, точнее, трип-хопа. Журналист Юрий Сапрыкин назвал происходящее «набором случайных, слабо связанных друг с другом текстов, жестов, танцев и гитарных партий». Как написали об этом в газете «Известия»: «Мамонов показывает как, треща от внутреннего напряжения и осыпаясь на ходу, мысль складывается в корявое, безобразное, разрушающее форму, но точно соответствующее своей внутренней сути слово. Временами сил не хватает, и вместо речи рождается вой — герой корчится, пытаясь высказать невыразимое, но Слово не приходит». Спектакль в виде «литературных вечеров» шёл более четырёх лет, последний раз был показан в Театре эстрады в 2005 году.
Также в 2002 году вышел абстрактный альбом «Электро Т», не нашедший воплощения на сцене. Большинство композиций здесь представляет собой инструментальные партии, часто не содержащие человеческой речи, но наполненные посторонними шумами и «неидентифицируемым, нечленораздельным чавканьем». Известный рок-меломан Джордж Гуницкий назвал этот релиз «совершенно безумным альбомом, который не вписывается ни в какой жанровый расклад». Тогда же появился и второй сборник ауттейков — «Шкура неубитого 2».

### 2000-е
Приняв православие, Мамонов перестал сниматься в кино, категорически отвергал любые поступающие предложения и заявки. Однако в 2001 году художественному объединению СВОИ2000 всё-таки удалось завлечь его к себе в фильм. Режиссёр Сергей Лобан лично ездил в деревню уговаривать артиста, затем, получив отказ, оставил статью о своей творческой группе и описание запланированной картины «Пыль». Внимательно изучив оставленные материалы, Мамонов связался с кинематографистами и дал согласие сниматься, причём вместо всего сценария попросил прислать только лишь свою роль. «Он её потом перепечатал на печатной машинке, потому что может воспринимать только текст, который напечатан им же самим на печатной машинке», — вспоминал Лобан. Мамонов сыграл профессора, проводящего психические эксперименты над людьми, фильм вышел в 2005 году и получил множество разных премий в области независимого кино.
После «Жизни на Марсе» и «Шоколадного Пушкина» Мамонов долго не мог приступить к разработке следующего спектакля, так как боялся самокопирования. Чтобы избежать повторения, он предложил заняться этим делом своим новым друзьям по фильму «Пыль», сценаристке Марине Потаповой и актёру Алексею Подольскому с привлечением арт-группы «Слепые». На базе двух альбомов «Мыши 2002» и «Зелёненький» они подготовили так называемый балет «Мыши, мальчик Кай и Снежная королева», в котором Мамонов исполнял свои песни, а прочие участники спектакля молча показывали пантомиму. Представлению сопутствовал успех, однако большинство критиков сошлось во мнении, что дополнительные привлечённые актёры вовсе не обязательны и без них ничего бы не изменилось. Как писали об этом в журнале «Эксперт»: «Авторы спектакля решили натянуть ужа собственных пластических амбиций на ежа мамоновских словесно-звуковых упражнений последних лет». И действительно, в таком виде проект просуществовал только два года, после чего Мамонов переделал его в привычный для себя формат моноспектакля.
В 2003 году состоялось знаменитое выступление в передаче «Земля-Воздух» в прямом эфире на канале ТВС, где Мамонов под гитару впервые за долгое время исполнял некоторые старые песни «Звуков Му», а в перерывах общался с музыкальными критиками ведущих радиостанций страны. На протяжении всего концерта рядом с ним сидел Подольский, сыгравший главную роль в фильме «Пыль», но ничего не делал, просто «олицетворяя собой честность». Выступление получилось настолько сильным и необычным, что позже его выпустили отдельно на DVD.
Несмотря на твёрдое решение полностью отказаться от наркотиков и алкоголя, озвученное в дополнительных материалах диска «Есть ли жизнь на Марсе?», Мамонов по-прежнему испытывал тягу к спиртному, и это отрицательно сказывалось на его и без того подорванном здоровье. На одном из спектаклей в 2003 году он упал на сцене прямо во время выступления и в состоянии комы был доставлен в Психиатрическую клинику имени Корсакова, где проходил курс реабилитации от алкогольной зависимости. Переживания по этому поводу отразились в изданном тогда же альбоме «Великое молчание вагона метро», в котором Мамонов читает белые стихи при минимуме музыки в окружении звуков метрополитена. Также в 2003 году он был награждён «Нашим радио» премией «ПобоRoll» за вклад в развитие живой музыки. Как сказал главный редактор станции Михаил Козырев: «Мамонов — это такая система координат, по которой я пытаюсь выверить свой путь, чтобы достичь чуть больше свободы».
В 2004 году Мамонов озвучил весёлую старушку Дору в полнометражном мультфильме «Клара, Дора. 2 бешеные бабки». Когда ему в первый раз прислали сценарий, он просто сжёг его в своей печке, но после второй заявки создателей мультфильма всё-таки согласился. В продаже появилась книга «Поэты русского рока», куда среди прочих авторов были включены тексты песен «Звуков Му», также Мамонов впервые попробовал себя в прозе, написав небольшую книгу философских рассуждений «Птица Зу». В 2005 году вышел альбом «Сказки братьев Гримм» в жанре spoken word, где каждая композиция представляет собой вольный пересказ одной из сказок знаменитого сборника. Материал предполагалось воплотить в виде очередного моноспектакля, но из-за финансовых трудностей реализовать этот проект не получалось, к тому же вскоре сам Мамонов разочаровался в записи: «Беру я свой последний альбом, который мне очень нравился, позавчера слушаю его, и мне не нравится уже, потому что я уже поменялся чуть-чуть, мне уже слышится пафос излишний».

### «Остров» и «Царь»
В 2006 году Мамонов снялся в фильме Лунгина «Остров», где сыграл старца-целителя Анатолия — юродивого монаха, который в юности во время войны расстрелял друга и уже много лет в монастыре пытается отмолить грехи. Сначала артист не хотел соглашаться на роль, считая себя недостойным изображать святого, но, посовещавшись с духовником, всё-таки дал согласие. На роли других персонажей были приглашены такие известные актёры, как Виктор Сухоруков и Дмитрий Дюжев, однако именно Мамонов, сочетая эпатажность и духовность, «взорвал картину изнутри», по задумке режиссёра с успехом совместил свою религиозность последних лет с врождённой артистической эксцентрикой. «Мамонов не столько отца Анатолия играл, сколько самого себя. — вспоминал Лунгин. — Когда мы снимали молитву, это был крайне интимный момент. Это не игра была — Пётр молился так, как молится ежедневно». Впервые «Остров» показали на Международном фестивале православного кино и телепрограмм «Радонеж», где его признали лучшим христианским фильмом года. Все члены съёмочной группы побывали на приёме у патриарха Алексия II, Мамонов сказал патриарху, что если в результате просмотра фильма хотя бы один человек из десяти тысяч пойдёт в храм, «значит, мы выполнили свою задачу».
Премьерные показы на территории России сопровождались ошеломительным успехом, лента удостоилась множества премий и наград, в том числе взяла шесть статуэток «Ника» и шесть «Золотых орлов» — сам Мамонов получил призы за лучшую мужскую роль этих двух кинопремий, премию «Своя колея» за вклад в возрождение православной культуры, премию «Жорж» и ещё несколько менее значимых наград. На церемонии вручения «Золотого орла» он ввёл собравшуюся праздную публику в оцепенение, появившись на сцене в простой вязаной кофте, потёртых джинсах и дешёвых кроссовках. Получая награду, произнёс обличительную речь, шокировав светскую тусовку: рассказал о смерти оператора Андрея Жегалова, подверг резкой критике беспечность современного российского общества, отметив подмену ценностей, аморальность игорного бизнеса и ежегодные убийства миллионов детей. Власть, по его мнению, в этой плачевной ситуации ничего не сможет сделать, и если мы сами сейчас не одумаемся, то наши внуки будут рабами у хозяев-китайцев. На Первом канале речь практически полностью вырезали, но в прессе она произвела заметный резонанс, цитаты из неё были опубликованы в газетах «Коммерсант», «Известия», «Эксперт» и др. Известная журналистка Ирина Петровская назвала Мамонова персоной месяца, а сетевой журнал «Бунтарь» включил это эпатажное выступление в «топ-10 бунтарских поступков 2007 года».
Так или иначе, после «Острова» популярность Петра Мамонова резко возросла, его персоной заинтересовались многие люди, которые до этого вообще не знали о существовании такого артиста и его группы «Звуки Му». Когда фильм показали по федеральному каналу «Россия», зрительский рейтинг поднялся до 41 %, что сопоставимо с новогодними обращениями президента. Если раньше о творчестве артиста было известно только меломанам эпохи расцвета русского рока, то теперь оно увлекло самые разные слои населения, от молодых любителей авангардного искусства до представителей старшего поколения — православных верующих. Возникшую в те годы эйфорию вокруг Мамонова хорошо описал приближенный к нему музыкальный критик Артемий Троицкий: «Пете не позавидуешь. Самое ужасное, что, когда фильм получил какое-то благословение от Русской православной церкви, в деревню, где он живёт, потянулись хромые, слепые, сирые и убогие — в искренней надежде, что он их вылечит. Так что Петя сейчас находится в лёгкой осаде. Может быть, это паломничество уже проходит, но ситуация тяжёлая. А с другой стороны, я не могу поставить Петру эту ситуацию в вину, потому что свою роль в фильме он сыграл честно, оттого такой иконой юродивой и стал».
На волне успеха Лунгин позвал артиста в следующий свой фильм «Царь», сыграть роль Ивана IV Грозного, находившегося в противоречиях между жестокой тиранией и верой в Бога. По сюжету духовный человек митрополит Филипп II в исполнении Олега Янковского выступает против бездуховности и бесчеловечности власти, безрезультатно пытается спасти умирающую душу государя. Подобная идея пришла к режиссёру ещё во время создания «Острова», именно тогда он увидел в Мамонове «зерно, которое может стать ключом к этому образу». Однако, несмотря на большой бюджет и привлечение многих знаменитостей, картина уже не имела такого громкого успеха: получила в основном сдержанные рецензии и не отличилась разнообразием кинонаград. Некоторые кинокритики сошлись во мнении, что Мамонов на самом деле плохо подходит на роль царя, вместо грозного самодержца у него получился скорее не очень страшный юродивый, пакостный мелкий бес. «Образ царя у меня не вышел. Мелковат я для русского царя». В конце 2007 года выступил на открытии международного фестиваля современного кино «Завтра».

### 2010-е

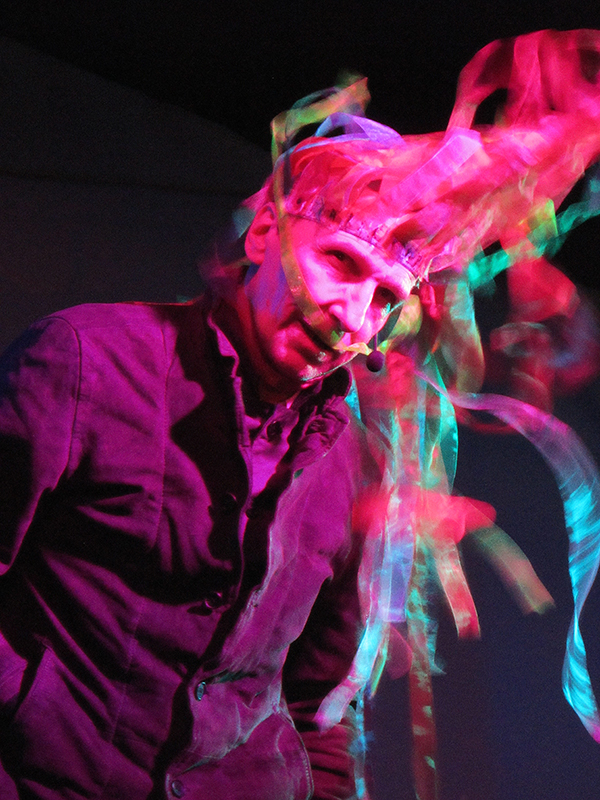
Мамонов в клубе «Гоголь»,
24 мая 2013 г.

Начиная с 2008 года, Мамонов издавал сборники своих поэтических афоризмов «Закорючки», короткие изречения на религиозную тему, определённым образом связанные с духовными поисками автора — на данный момент вышло уже пять томов. В 2010 году он поучаствовал в проекте «Игла Remix», расширенной версии старой «Иглы», снялся в дополнительных сценах, специально для фильма прочитал лекцию о вреде алкоголизма.
В 2010 году приглашался Андреем Кагадеевым на роль Бога в кинофильме «Звёздный ворс». То ли по коммерческим, то ли по идеологическим причинам, Мамонов от предложения отказался. В итоге эту роль сыграл Артемий Троицкий.
В 2011 году возобновилось его сотрудничество с художественной группой СВОИ2000, сначала Мамонов сыграл в их новом фильме «Шапито-шоу», а потом на пару с Сергеем Лобаном сделал видео «Мамон + Лобан» о гордыне и тщеславии с рассуждениями о жизни у себя в деревне и на московских улицах. В комплекте с этим видеофильмом шёл также аудиоальбом «Одно и то же», на котором старые и новые песни представлены в грязной, гаражной манере. Мамонов прочитал закадровый текст в документальном фильме «Люди Таймыра» и неожиданно выступил на фестивале «Рок над Волгой» в Самаре, спев под электрогитару главный хит «Звуков Му», давно не исполнявшиеся «Досуги-буги», а также новый хит «Блюз тайно тоскующего по дому человека».
В конце 2012 года Мамонов после долгого перерыва вернулся на театральную сцену с новым моноспектаклем «Дед Пётр и зайцы». 24 мая 2013 года, на концерте, посвящённом юбилею лейбла Отделение «Выход», Мамоновым были представлены новые песни.
С 28 августа 2014 года — ведущий авторской программы «Золотая полка» на радиостанции «Эхо Москвы».
19 февраля 2015 года на официальном сайте Мамонов анонсировал создание новой группы под названием «Совершенно новые Звуки Му». В группу, помимо Петра Мамонова, вошли: Грант Минасян — барабаны; Илья Урезченко — бас; Алекс Грицкевич — электроника, клавишные; Слава Лосев — духовые, клавишные.
26 ноября 2015 года вышел в прокат фильм «Иерей-сан», в котором партнёрами Петра Мамонова были Иван Охлобыстин, Надежда Маркина, Игорь Жижикин, Пётр Фёдоров и Кэри-Хироюки Тагава, сыгравший главную роль японского православного священника, переселившегося в российскую деревню. По мнению Мамонова, «фильм точно не зря сняли», поскольку «Тагава решил креститься и принять православие», а также «подал заявление на получение российского гражданства».
Свой 65-летний юбилей (14 апреля 2016 года) Пётр Мамонов отметил на сцене Театра эстрады музыкальным спектаклем группы «Совершенно новые Звуки Му» под названием «Приключения Незнайки». 7 декабря 2017 года прошла премьера музыкального спектакля «Как я читал святого Исаака Сирина».
Пётр Мамонов исполнил главные роли в короткометражных фильмах «Чай» (2016) и «Фиксаж» (2021).
24 августа 2019 года был госпитализирован с диагнозом «инфаркт миокарда», после чего ему с интервалом в две с половиной недели были сделаны две успешные операции на сердце. 12 ноября 2019 года возобновил концертную деятельность творческой встречей в Санкт-Петербурге.

### 2020-е
В 2021 году Пётр Мамонов дал несколько интервью Ксении Собчак: первое — в февральском выпуске телепрограммы Первого канала «Док-Ток», а второе — на YouTube-канале «Осторожно, Собчак!». Также стал гостем передач «Парсуна» на «Спасе» и «Судьба человека» на телеканале «Россия-1».

### Болезнь и смерть
27 июня 2021 года был госпитализирован в Городскую клиническую больницу № 40 в Коммунарке в тяжёлом состоянии с коронавирусом, попал в реанимацию. Скончался 15 июля 2021 года на 71-м году жизни из-за развившихся осложнений болезни. За день до смерти его пособоровал и причастил дежурный священник. Церемония прощания с Петром Мамоновым прошла в Москве 17 июля 2021 года в Донском монастыре. Похоронен на Центральном (Вознесенском) кладбище в городе Верее Московской области.
В соболезнованиях в связи с кончиной артиста патриарх Московский и всея Руси Кирилл сказал:

Почивший был необычайно талантливым человеком, одарённым яркой харизмой и тонким чувством прекрасного. Он прошёл непростой путь духовного становления, но, преодолев однажды серьёзный внутренний кризис, Пётр Николаевич переосмыслил свою жизнь и постарался сделать всё, чтобы быть достойным высокого христианского призвания.

## Личная жизнь
В середине 1970-х годов впервые женился, жена родила сына, но брак распался спустя 8 летС сыном от первого брака Мамонов общался редко.
В 1979 году встретил Ольгу Горохову, с которой недолгое время жил в гражданском браке.
В 1982 году женился на Ольге Ивановне Мамоновой, которая выступала в качестве менеджера. От неё имел двух сыновей — Ивана и Даниила. Также имел двух внуков — Михаила и Тихона.
Также имел двух единоутробных братьев по матери: Алексей Бортничук, его коллега по «Звуки Му», и Олег Майстров, снявшийся с братом в фильме Павла Лунгина «Остров».

## Оценки личности
Поэт и режиссёр Валерий Полиенко, автор текстов групп «Тату» и «Звери», характеризует Мамонова как единственного ему известного человека, который всегда старался жить по-христиански.

## Работы

### Участие в проектах
Студийные альбомы группы «Звуки Му»
- 1988 — Простые вещи
- 1988 — Крым
- 1989 — Zvuki Mu
- 1991 — Транснадёжность
- 1995 — Грубый закат
- 1996 — Жизнь амфибий, как она есть
- 2000 — Шоколадный Пушкин
- 2002 — Электро Т
- 2003 — Мыши 2002
- 2003 — Зелёненький
- 2003 — Великое молчание вагона метро
- 2005 — Сказки братьев Гримм
- 2022 — Незнайка[50]
- 2023 — Аэробус любви[51]

Компиляции группы «Звуки Му»
- 1995 — Инструментальные вариации
- 1995 — Грубый закат. Dance Mix
- 1997 — Легенды русского рока (Звуки Му)
- 1999 — Шкура неубитого
- 2000 — Набрал хороших на один компакт
- 2002 — Шкура неубитого 2

Концертные альбомы группы «Звуки Му»
- 2019 —  Live In Liverpool
- 2023 — Фиолетовая черепаха. Концерт, часть 1: песни[52]
- 2024 — Грубый закат в Москве

Студийные альбомы группы «Мамонов и Алексей»
- 1992 — Мамонов и Алексей

Студийные альбомы проекта «Мамонов и Шумов»
- 1994 — Русские поют

Сольная дискография Петра Мамонова
- 1996 — П. Мамонов 84—87
- 2011 — Одно и то же

Спектакли
- 1992—1995 — Лысый брюнет
- 1995—1997 — Полковнику никто не пишет
- 1997—2001 — Есть ли жизнь на Марсе?
- 2001—2005 — Шоколадный Пушкин
- 2003—2005 — Мыши, мальчик Кай и Снежная Королева
- 2005—2008 — Мыши плюс зелёненький
- 2012—2015 — Дед Пётр и зайцы
- 2015—2017 — Приключения Незнайки
- 2017—2019 — Как я читал святого Исаака Сирина

DVD
- 2003 — Пётр Мамонов. Земля-Воздух
- 2005 — Есть ли жизнь на Марсе?
- 2005 — Шоколадный Пушкин
- 2006 — Мыши, мальчик Кай и Снежная королева
- 2008 — Грубый закат в Киеве
- 2008 — Алексей in USA / МА — Cutz
- 2011 — Мамон + Лобан

Книги
- 2004 — Поэты русского рока
- 2005 — Птица Зу
- 2008 — Закорючки. I-ый том
- 2009 — Закорючки. II-ой том
- 2010 — Закорючки. III-ий том
- 2011 — Закорючки. IV-ый том
- 2011 — Дураков нет
- 2013 — Закорючки. V-ый том
- 2021 — На плотной земле. Стихотворения
- 2022 — Ясность. Стихотворения[53]
- 2022 — Закорючки

### Фильмография
| Год  |     | Название                     | Роль                                         |
| ---- | --- | ---------------------------- | -------------------------------------------- |
| 1986 | док | Стоит лишь тетиву натянуть…  | камео                                        |
| 1988 | док | Хау ду ю ду                  | камео                                        |
| 1988 | ф   | Игла                         | Артур Юсупович, хирург, поставщик наркотиков |
| 1990 | ф   | Такси-блюз                   | Алексей Селивёрстов, саксофонист             |
| 1991 | ф   | Нога                         | Николай, старший брат Мартына                |
| 1991 | ф   | Анна Карамазофф              | собеседник на сгоревшей кухне                |
| 1994 | ф   | Терра инкогнита              | незнакомец                                   |
| 1995 | ф   | Время печали ещё не пришло   | Мефодий, геодезист                           |
| 2004 | мф  | Клара, Дора. 2 бешеные бабки | Дора (голос)                                 |
| 2005 | ф   | Пыль                         | профессор Пушкарь                            |
| 2005 | кор | Случайный взгляд             | Жачев, житель «котлована»                    |
| 2006 | ф   | Остров                       | отец Анатолий                                |
| 2009 | ф   | Царь                         | Иван Грозный                                 |
| 2010 | ф   | Игла Remix                   | Артур Юсупович, хирург, поставщик наркотиков |
| 2011 | ф   | Шапито-шоу                   | Пётр Николаевич, отец Никиты                 |
| 2011 | док | Мамон + Лобан                | играет самого себя                           |
| 2011 | док | Люди Таймыра                 | закадровый текст                             |
| 2013 | с   | Пепел                        | деда Лёва, уголовный авторитет               |
| 2014 | ф   | Иерей-Сан                    | Шатун, житель деревни                        |
| 2016 | кор | Чай                          | дед Николай                                  |
| 2020 | мтф | Каждому своё                 | Вадим Иванович, сторож на автостоянке        |
| 2021 | кор | Фиксаж                       | фотограф                                     |

## Призы и награды
- 2003 — Премия «Нашего радио» «ПобоRoll» — за вклад в развитие живой музыки,
- 2006 — Приз кинофестиваля «Московская премьера» — за лучшую мужскую роль в фильме «Остров»,
- 2006 — Приз кинопремии «Золотой орёл» — за лучшую мужскую роль в фильме «Остров»[54],
- 2006 — Приз кинопремии «Ника» — за лучшую мужскую роль в фильме «Остров»,
- 2006 — Приз XIV Фестиваля российского кино в городе Онфлёр — за лучшую мужскую роль в фильме «Остров»[55],
- 2006 — Премия «Своя колея» — за вклад в возрождение православной культуры России,
- 2007 — Приз интернет-кинопремии «Жорж» — в номинации «лучший российский актёр» за фильм «Остров»,
- 2007 — Приз XVI Международного кинофорума «Золотой Витязь» — за лучшую мужскую роль в фильме «Остров»,
- 2021 — Орден Дружбы — за большой вклад в развитие отечественной культуры и искусства, многолетнюю плодотворную деятельность[56].